# Zdeněk Nehoda
Zdeněk Nehoda (Hulín, 9 maggio 1952) è un allenatore di calcio ed ex calciatore cecoslovacco, di ruolo attaccante.

## Carriera
Fu tra i convocati della Selezione Europea nella gara ufficiale della nazionale italiana del 25 febbraio 1981 allo stadio Olimpico di Roma, il 383º incontro disputato dagli azzurri, organizzata per raccogliere fondi per le vittime del terremoto dell'Irpinia: la gara si concluse con la vittoria per 3-0 della Selezione Europea e vi giocò i primi 76'.

## Palmarès

### Giocatore

#### Club
- Campionato cecoslovacco: 3

Dukla Praga: 1976-1977, 1978-1979, 1981-1982
- Coppa di Cecoslovacchia: 3

Dukla Praga: 1980-1981, 1982-1983

#### Nazionale
- Campionato d'Europa: 1

Jugoslavia 1976

#### Individuale
- Calciatore cecoslovacco dell'anno: 2

1978, 1979